# STS-117
STS-117 (englisch Space Transportation System) ist eine Missionsbezeichnung für das US-amerikanische Space Shuttle Atlantis (OV-104) der NASA. Es war die 118. Space-Shuttle-Mission und der 28. Flug der Raumfähre Atlantis. Dieser 21. Flug einer US-Raumfähre zur Internationalen Raumstation (ISS) transportierte die S3/S4-Struktur zur ISS.
Der Start musste auf Grund von starken Beschädigungen am Außentank von Mitte März auf Anfang Juni 2007 verschoben werden.

## Mannschaft
- Frederick Sturckow (3. Raumflug), Kommandant
- Lee Archambault (1. Raumflug), Pilot
- James Reilly (3. Raumflug), Missionsspezialist
- John Olivas (1. Raumflug), Missionsspezialist
- Patrick Forrester (2. Raumflug), Missionsspezialist
- Steven Swanson (1. Raumflug), Missionsspezialist

### ISS-Crew Hinflug
ISS-Expedition 15/ISS-Expedition 16
- Clayton Anderson (1. Raumflug), Bordingenieur

### ISS-Crew Rückflug
ISS-Expedition 14/ISS-Expedition 15
- Sunita Williams (1. Raumflug), Bordingenieurin

## Missionsüberblick
Der Start war ursprünglich für den 15. März 2007 vorgesehen, musste aber wegen eines schweren Hagelsturms, der das Shuttle am Tank und einige der Hitzeschutzkacheln beschädigt hatte, verschoben werden. Durch die erforderlichen Reparaturarbeiten konnte der Start erst am 8. Juni erfolgen, bei dem erstmals seit vier Jahren die Startrampe 39A genutzt wurde.

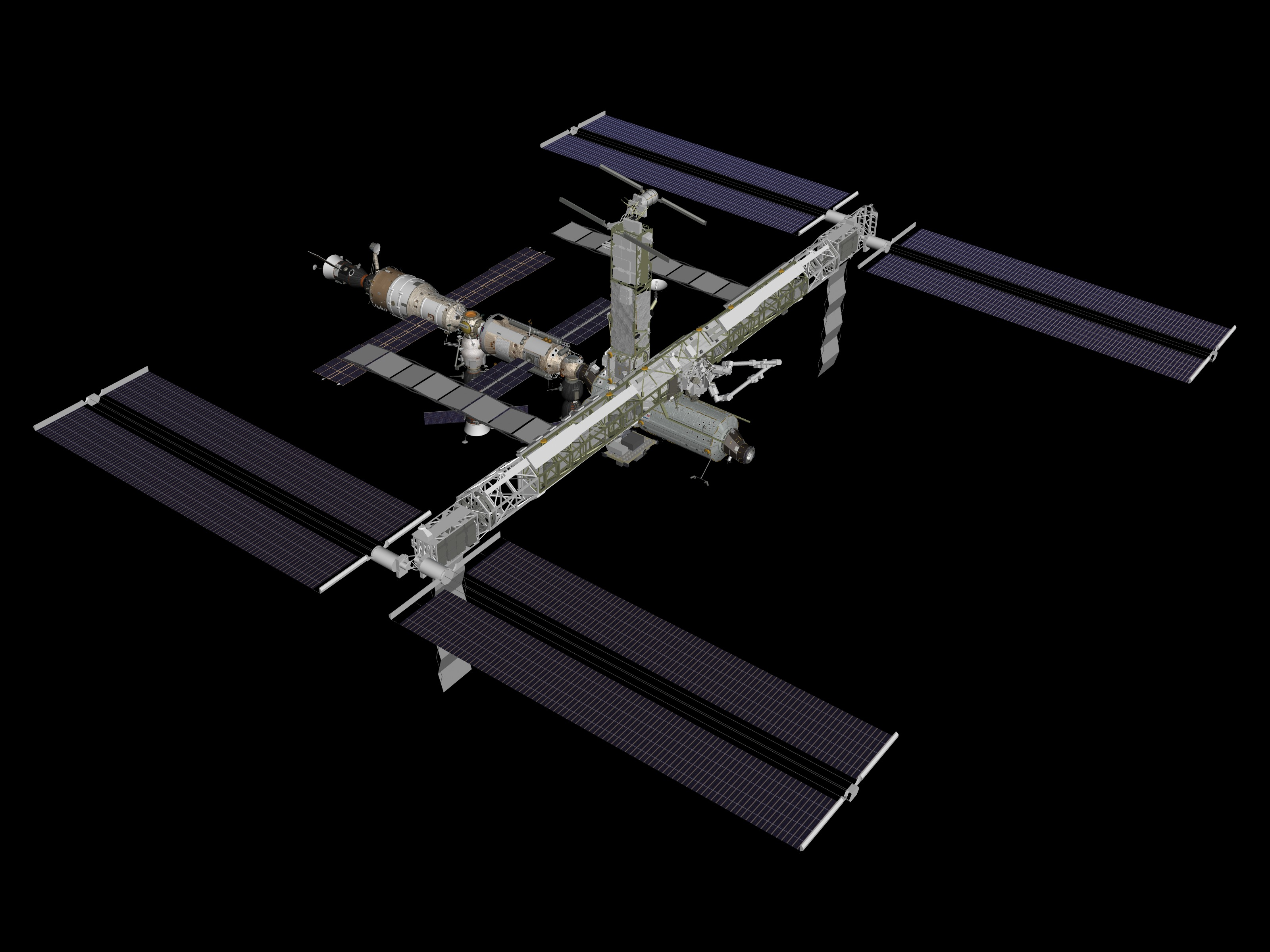
Konfiguration der ISS nach der Mission STS-117

STS-117 brachte das S3/S4-Element zur Internationalen Raumstation. Das Bauteil besteht aus der Gitterstruktur S3 und dem Solarzellenträger S4. Die Solarpaneele wurden nach der Installation ausgefahren. Außerdem wurde der zweite Flügel des Solarmoduls P6 eingefahren, um ihn später an seine endgültige Position bringen zu können.
Für die geplanten Arbeiten waren ursprünglich drei Weltraumausstiege vorgesehen. Während des Fluges wurde jedoch ein vierter Ausstieg hinzugefügt, um Beschädigungen am Orbiter zu reparieren.

## Vorbereitungen

### Reaktivierung der Startrampe 39A
STS-117 war die erste Mission nach über vier Jahren, die von der Startrampe 39A aus erfolgte. Diese wurde zuletzt beim Start der Mission STS-107 benutzt, die mit dem Absturz der Raumfähre Columbia und dem Tod der gesamten Mannschaft endete.
Ende 2006 wurde damit begonnen, die Rampe wieder für den Startbetrieb herzurichten. Dabei wurde festgestellt, dass es größere Schäden gab, als man angenommen hatte. Deshalb war lange Zeit nicht sicher, ob Pad 39A rechtzeitig für STS-117 fertig sein würde. Wäre dies nicht der Fall gewesen, hätte man von Pad 39B starten können. Auf dieser Rampe sollten aber in den folgenden Monaten die Umbauten für die Testflüge der neuen Ares-I-Rakete beginnen, deshalb hätte ein Shuttle-Start von dieser Rampe zu weiteren Verspätungen im Constellation-Programm geführt. Da die Rampe 39B für eine Rettungsmission der STS-125-Mission bereitstehen musste, durften an der eigentlichen Startanlage keine Veränderungen vorgenommen werden. Nur kleinere Veränderungen am Launch Complex sowie der Bau von drei Blitzableitern waren daher erlaubt. Mitte Januar stellte sich heraus, dass die Rampe 39A rechtzeitig einsatzbereit sein würde.
Ende Januar 2007 wurden am Pad 39A Tests durchgeführt. Unter anderem wurde am 29. Januar die RSS-Zugangsplattform von der Park- in die Arbeitsposition und wieder zurückgefahren. Tags darauf wurden die Pumpen für die Treibstoffe in Betrieb genommen. Diese Überprüfungen waren erforderlich, weil die Startrampe seit STS-107 im Januar 2003 nicht mehr verwendet worden war.

### Vorbereitung des Orbiters

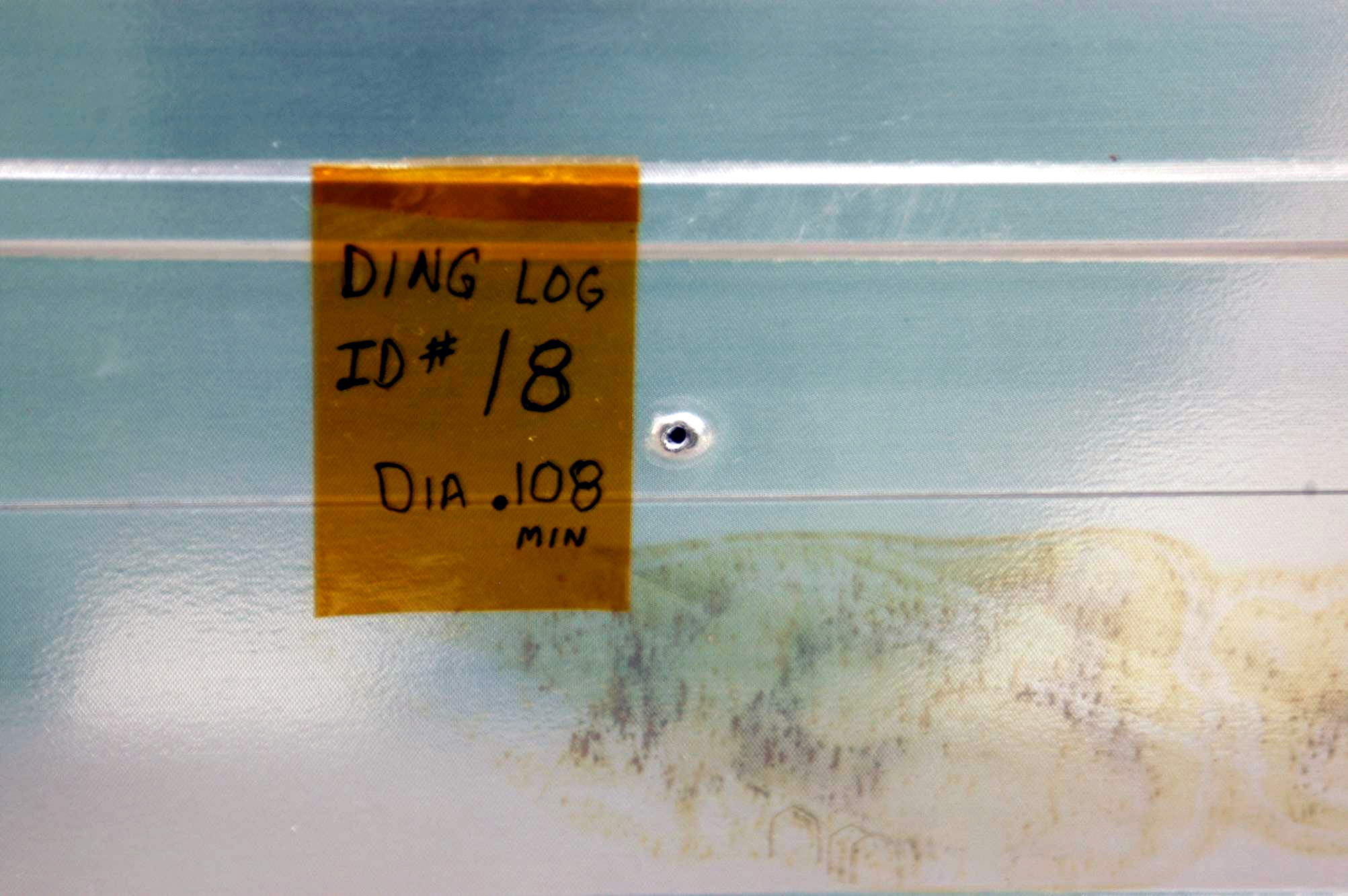
Ein Fremdkörper durchschlug den Radiator der Frachtraumtür.

Nach dem Ende ihrer letzten Mission wurde die Atlantis am 21. September 2006 in die Orbiter Processing Facility gefahren. Bei der obligatorischen Nachkontrolle der Raumfähre wurde Anfang Oktober entdeckt, dass während des STS-115-Fluges ein Mikrometeorit den Radiator der geöffneten rechten Laderaumtür durchschlagen hatte. Der Fremdkörper hinterließ ein Loch, das auf der Eintrittsseite 2,7 mm und auf der Austrittsseite 0,8 mm maß. Der Radiator wurde in einem Bereich von 2,5 cm um das Loch beschädigt und war kurze Zeit später repariert.
Der Anfang Dezember 2006 begonnene Zusammenbau der Feststoffraketen im Vehicle Assembly Building (VAB), die aus jeweils vier Segmenten bestanden, die aufeinander gesetzt und miteinander verbunden wurden, wurde einen Monat später abgeschlossen. Ende Dezember 2006 traf auch der Außentank in Florida ein.

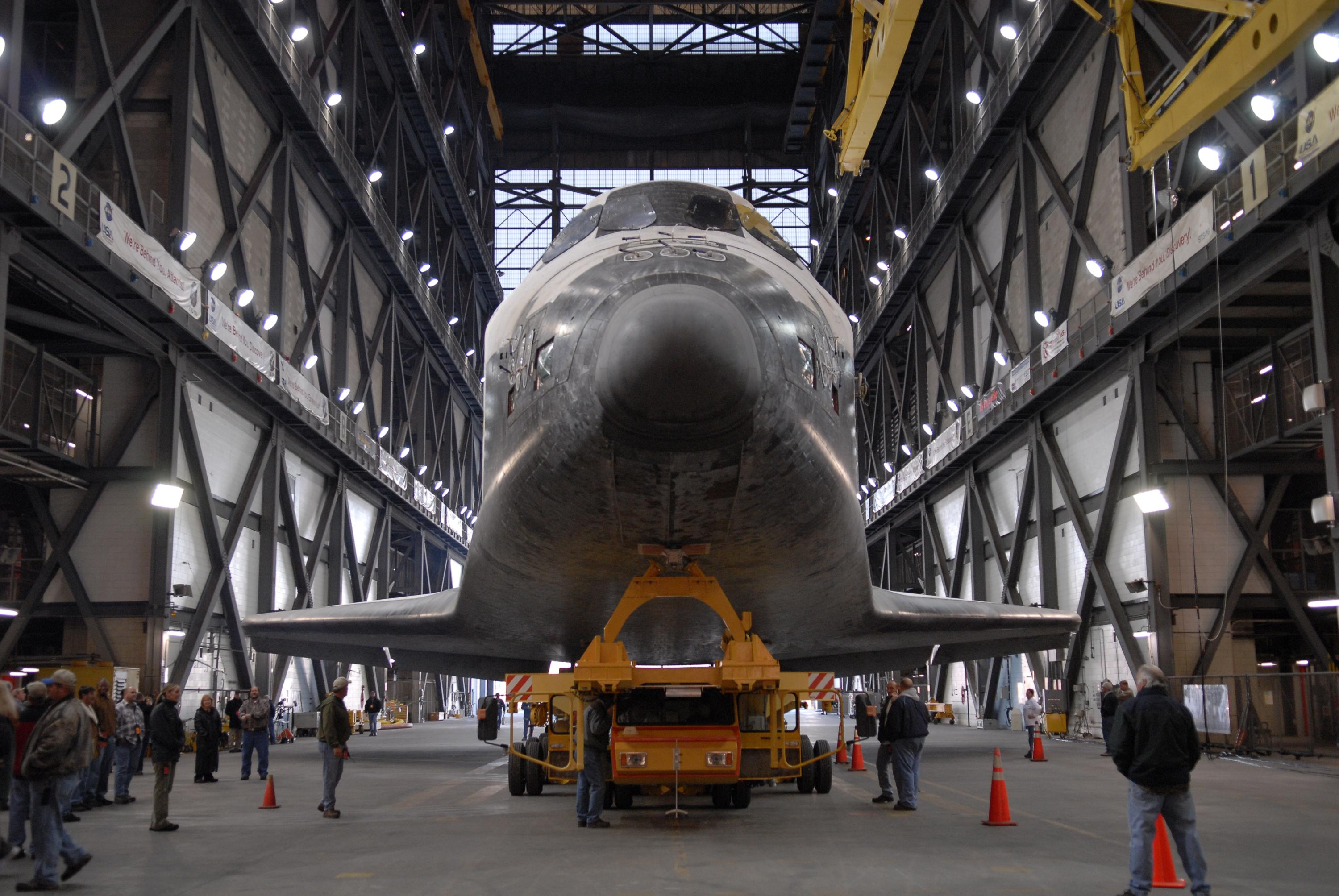
Die Atlantis erreicht das VAB

Nachdem die Montage des Außentanks zwischen die Feststoffbooster am 20. Januar 2007 abgeschlossen war, wurde die Atlantis am 7. Februar zum VAB gerollt. Tags darauf wurde die Fähre mit Außentank und Feststoffraketen verbunden.
Am 15. Februar wurde die Raumfähre zum Pad 39A gefahren. Dieser sogenannte Rollout hatte um einen Tag verschoben werden müssen, weil ein Sensor in einer der Feststoffraketen bei Tests ungewöhnliche Werte geliefert hatte. Die Messsonde, die den Kammerdruck überwachte, wurde an der Startrampe ausgewechselt.

### Raumfähre durch Gewitter beschädigt

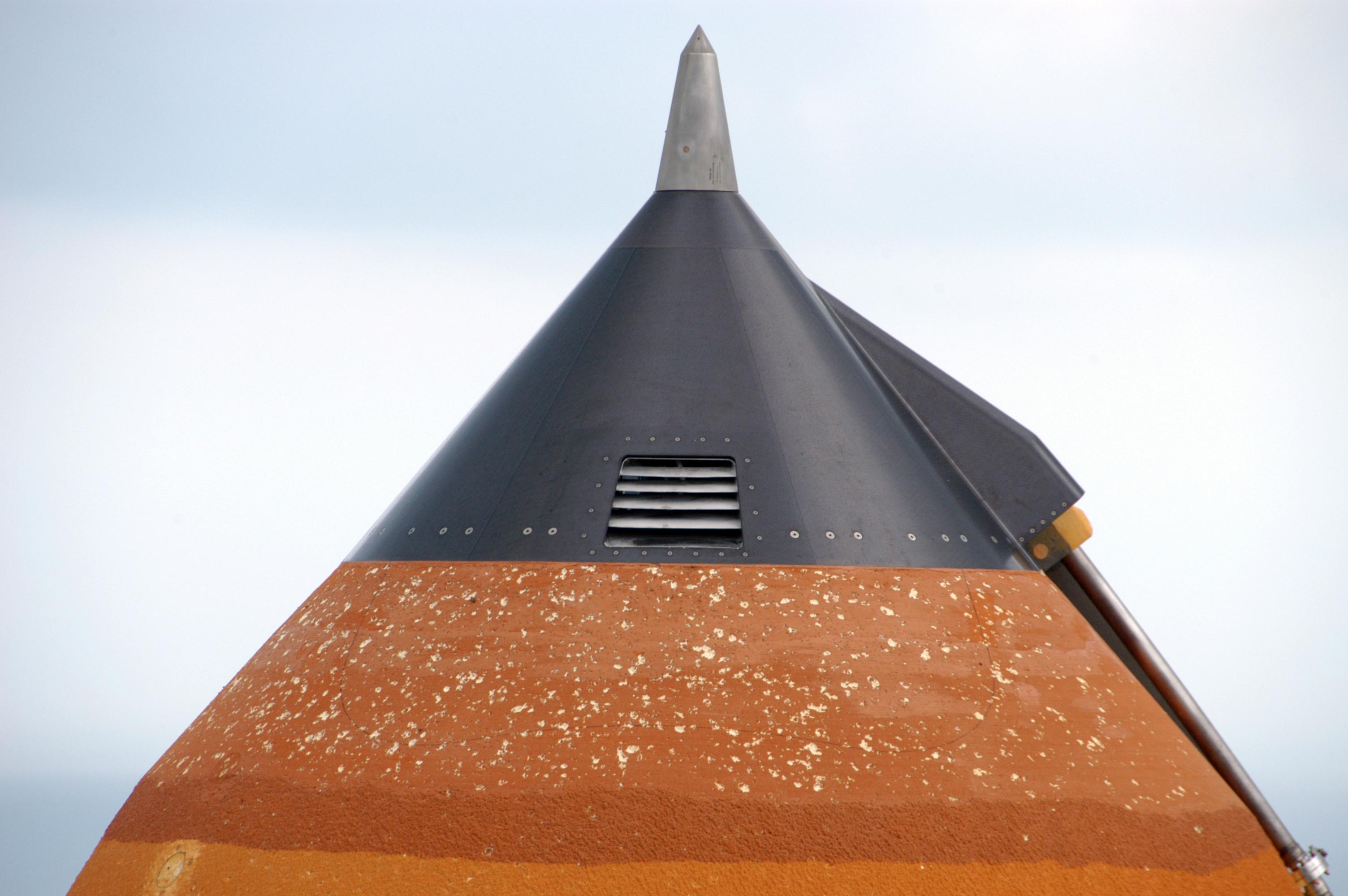
Hagelkörner haben den Außentank beschädigt

Am 26. Februar brach ein unerwartet heftiges Gewitter mit Hagelschlag über das Kennedy Space Center (KSC) herein. Dabei wurden Teile des auf der Rampe stehenden Shuttles beschädigt. Erste Inspektionen ergaben allein am Außentank durch die teilweise golfballgroßen Hagelkörner etwa 7.000 Beschädigungen an der weichen Isolierung, von denen zehn Prozent als reparaturbedürftig eingestuft wurden. Auch mindestens 26 Hitzeschutzkacheln im Bereich der linken Tragfläche der Atlantis wurden in Mitleidenschaft gezogen. Dies war der größte Hagelschaden in der Geschichte der Shuttle-Flüge. Den bisherigen Rekord hielt nach Angaben der NASA ein Hagelsturm vom Mai 1999, der eine dreiwöchige Verschiebung der Mission STS-96 erzwang. Damals trug der Außentank über 600 „Beulen“ davon.
Wie geplant kamen am 27. Februar die Verantwortlichen des Shuttle-Programms am KSC zur traditionellen FRR-Flugbereitschaftsabnahme zusammen. Eigentlich sollte während des Flight Readiness Review die Flugtauglichkeit aller Systeme attestiert werden. Stattdessen gab Wayne Hale, der Leiter des Shuttle-Programms, bekannt, dass die Atlantis wegen der Hagelschäden zu Reparaturarbeiten und weiteren Untersuchungen zurück in das VAB transportiert werden müsse. Erst dort sei eine genaue Inspektion möglich. Vor allem die Schäden am orangefarbenen Tank müssten ausgebessert werden. Der vorgesehene Starttermin, der 15. März, wurde abgesagt, ein neues Datum nicht genannt.

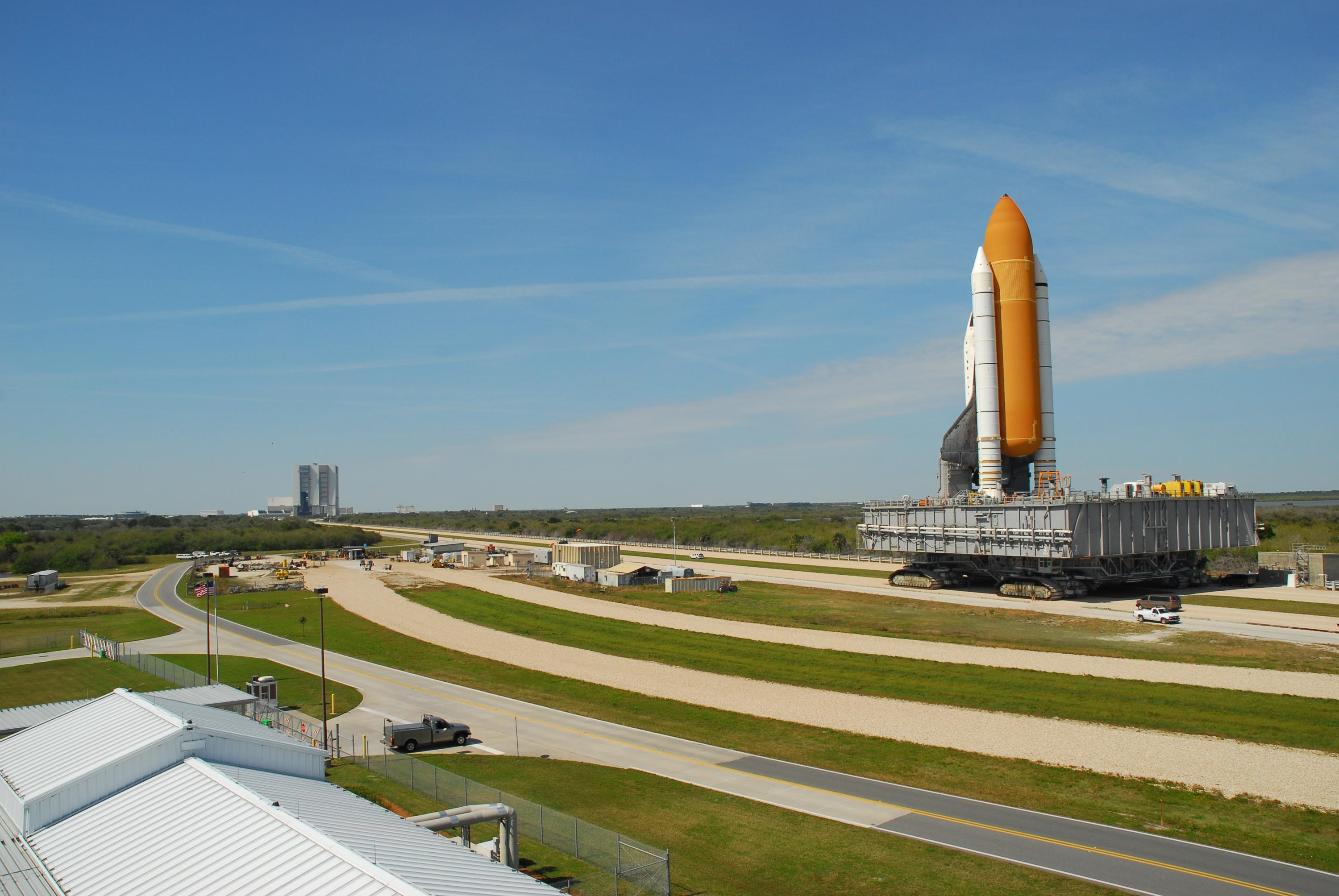
Die Atlantis wird zur Reparatur in die Montagehalle gefahren

Sechs Tage nach dem Hagelsturm erfolgte am 4. März der siebenstündige Rücktransport zur Montagehalle. Es war der 17. sogenannte Rollback des Shuttle-Programms. Der Letzte fand zwei Jahre zuvor statt, als die Raumfähre Discovery im Mai 2005 einen neuen Außentank für die Mission STS-114 erhielt.

### Reparatur der Hagelschäden
Fünf Tage nach der Ankunft der Fähre in der Montagehalle gab die NASA bekannt, dass eine Reparatur des externen Tanks vor Ort möglich sei. Eine abschließende Beurteilung über den genauen Umfang der Hagelschäden am Außentank könne zwar noch nicht gegeben werden, aber mit kleinen Ausbesserungsarbeiten wurde bereits begonnen. Es wurde befürchtet, dass bei irreparablen Schäden der Tank sogar hätte ausgewechselt werden müssen. Dies hätte eine Demontage von Orbiter und Feststoffraketen vom Tank erfordert und eine längere Wartezeit bedeutet. Die NASA erklärte weiter, dass die Inspektion der Feststoffraketen bereits beendet und dass 28 Hitzeschutzkacheln der Atlantis in Mitleidenschaft gezogen wurden. Ein Großteil davon wurde bereits repariert.

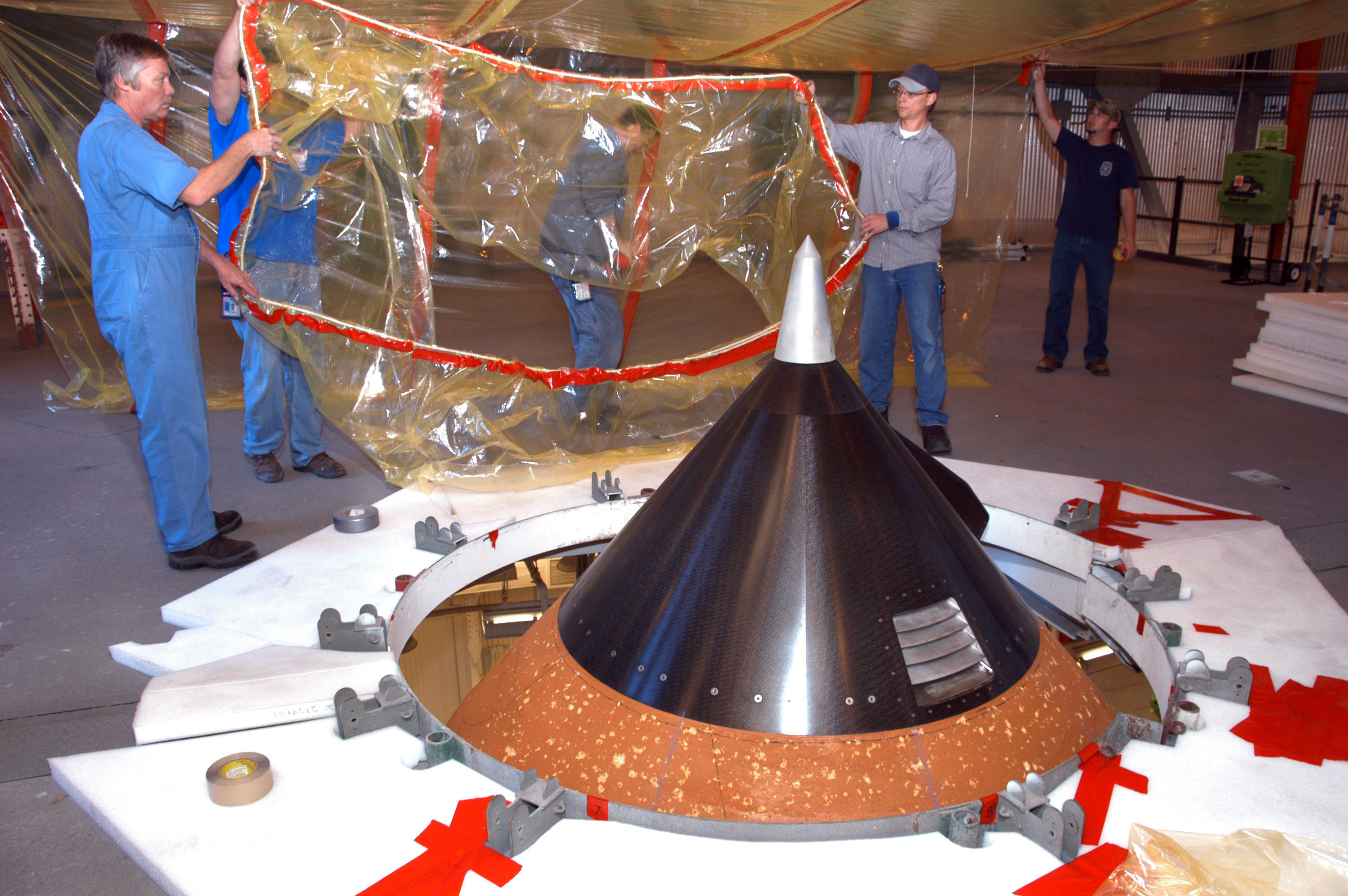
Die Spitze des Außentanks wird während der Reparatur abgedeckt

Am 15. März gab Wayne Hale, der Leiter des Shuttle-Programms, grünes Licht, mit den Reparaturen am Außentank (ET) zu beginnen. Fast zwei Wochen dauerten die vorbereitenden Arbeiten. Zunächst mussten im VAB Plattformen aufgestellt werden, um den gesamten ET auf Schäden untersuchen zu können. An der Spitze, wo die meisten Hagelschäden zu verzeichnen waren, wurde eine spezielle Paste aufgetragen, um auch kleinste Risse sichtbar zu machen. Parallel dazu wurden im Herstellerwerk des Tanks Reparaturtechniken entwickelt, denn wegen der umfangreichen Funde an der ET-Spitze reichte dort ein herkömmliches Verfahren (verspachteln und glätten) nicht aus.
Nach einem Treffen der NASA-Verantwortlichen wurde auf einer Telefon-Pressekonferenz am 21. März die weitere Vorgehensweise dargelegt. Obwohl die Reparatur des Tanks Fortschritte machte, wurde mit einem Start frühestens Mitte Mai gerechnet. Während bei einem Großteil der Hagelschäden im unteren und mittleren Bereich des Außentanks kein Ausbesserungsbedarf bestand oder diese durch Verspachteln repariert werden konnten, waren die Beschädigungen an der Spitze gravierend. Allein dort wurden rund 1.600 Beulen lokalisiert – auf engstem Raum und viele ineinander übergehend. Diese Sektion musste vollständig abgetragen und mit Sprühschaum von Hand aufgebracht werden. Weil diese Stelle des Tanks während des Starts den größten aerodynamischen Belastungen ausgesetzt ist, wurden noch einige Tests durchgeführt.

### Ausbau der Haupttriebwerke

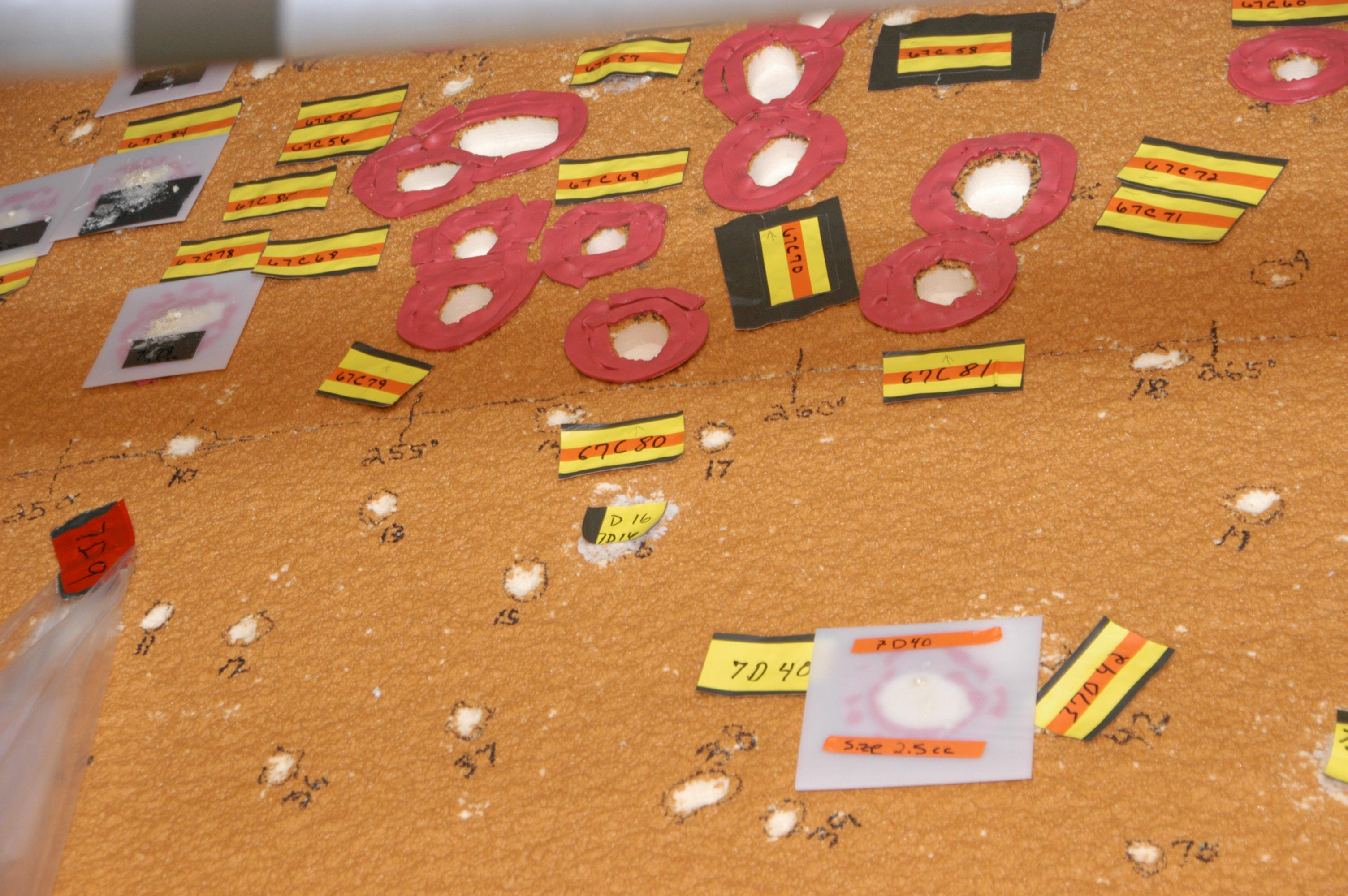
Reparaturarbeiten am Tank

Die NASA gab am 10. April bekannt, dass alle Testergebnisse vorlägen und einstimmig beschlossen worden sei, den Außentank nicht auszuwechseln. Trotzdem behalte man sich die Tauschoption offen, falls der reparierte Tank später doch als „nicht flugtauglich“ eingestuft würde. Der Atlantis-Start sei nicht vor dem 8. Juni möglich, um den Technikern genügend Zeit zu geben, die Hagelschäden auszubessern, erklärte Shuttle-Manager Wayne Hale im Anschluss an eine Besprechung über das weitere Vorgehen.

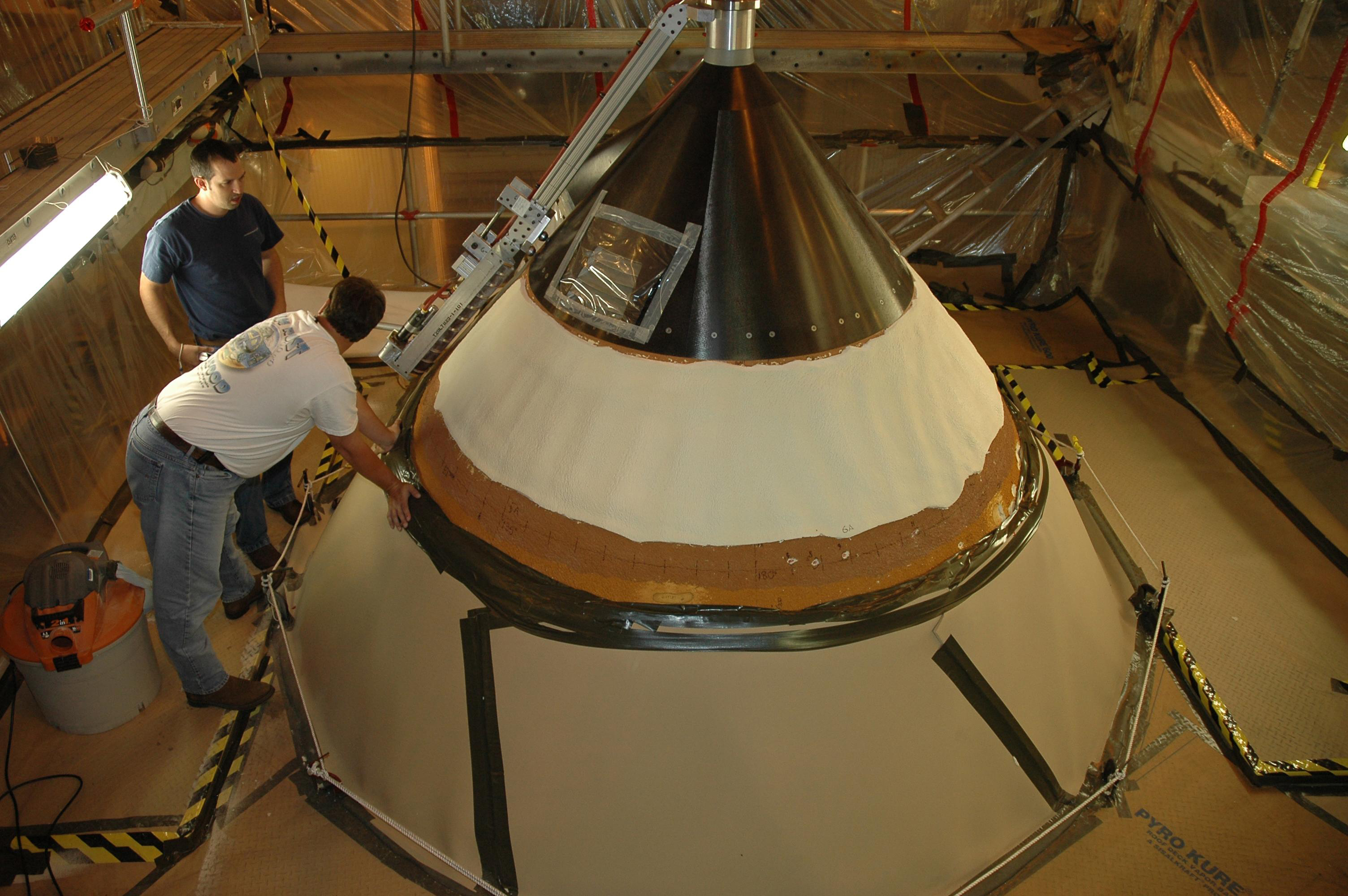
Der Tank sieht nach der Reparatur anders als üblich aus

Am 30. April wurde im VAB mit dem Ausbau der drei Haupttriebwerke begonnen. Es wurden mögliche Verunreinigungen in den Kraftstoffleitungen vermutet, weil bei Wartungsarbeiten in der Schwesterfähre Discovery Silikonrückstände entdeckt wurden. Mit Silikon werden seit einigen Jahren Abdrücke der Treibstoffleitungen angefertigt, um Risse in der Kraftstoffversorgung aufzuspüren. Die Techniker hatten gewartet, bis die Standardreparaturarbeiten im unteren Bereich des Außentanks abgeschlossen und die Zugangsgerüste abgebaut waren – diese standen teilweise sehr dicht am Tank. Beim Entfernen der Triebwerke parallel zu den Arbeiten am Tank hätte die Gefahr bestanden, diesen erneut durch Kontakt mit den Plattformen zu beschädigen, weil der gesamte Shuttle etwas schwankt, wenn die schweren Motoren ausgebaut werden.
Nach einer Woche waren alle Triebwerke wieder in den Orbiter installiert. Während ein Aggregat in einwandfreiem Zustand war, wurde im Backbordtriebwerk (SSME-2) ein drei Millimeter großes Silikonstückchen gefunden. Auch in Motor Nr. 1 wurde ein kleiner Fremdpartikel entdeckt. Wegen eines zuvor angesetzten Wechsels einer Turbopumpe, wurde SSME-2 in die Triebwerkswartungshalle überführt – die beiden anderen Aggregate blieben im VAB.

### Vorgezogener Besatzungswechsel
Wegen der mehrmonatigen Verschiebung der Mission STS-117 gab die NASA Ende April 2007 bekannt, den erst für den nächsten Shuttle-Flug geplanten Austausch der amerikanischen Bordingenieure auf der Raumstation vorzuverlegen. Der für einen Start mit STS-118 vorgesehene Astronaut Clayton Anderson wurde der Atlantis-Crew zugeteilt, um seine seit Dezember 2006 auf der ISS arbeitende Kollegin Sunita Williams abzulösen. Durch die kleine Mannschaftsumstellung wurde erreicht, dass es in der zeitlichen Planung der ISS-Besatzungen zu keinen Verzögerungen kommt.

### Zweite Fahrt zur Startrampe

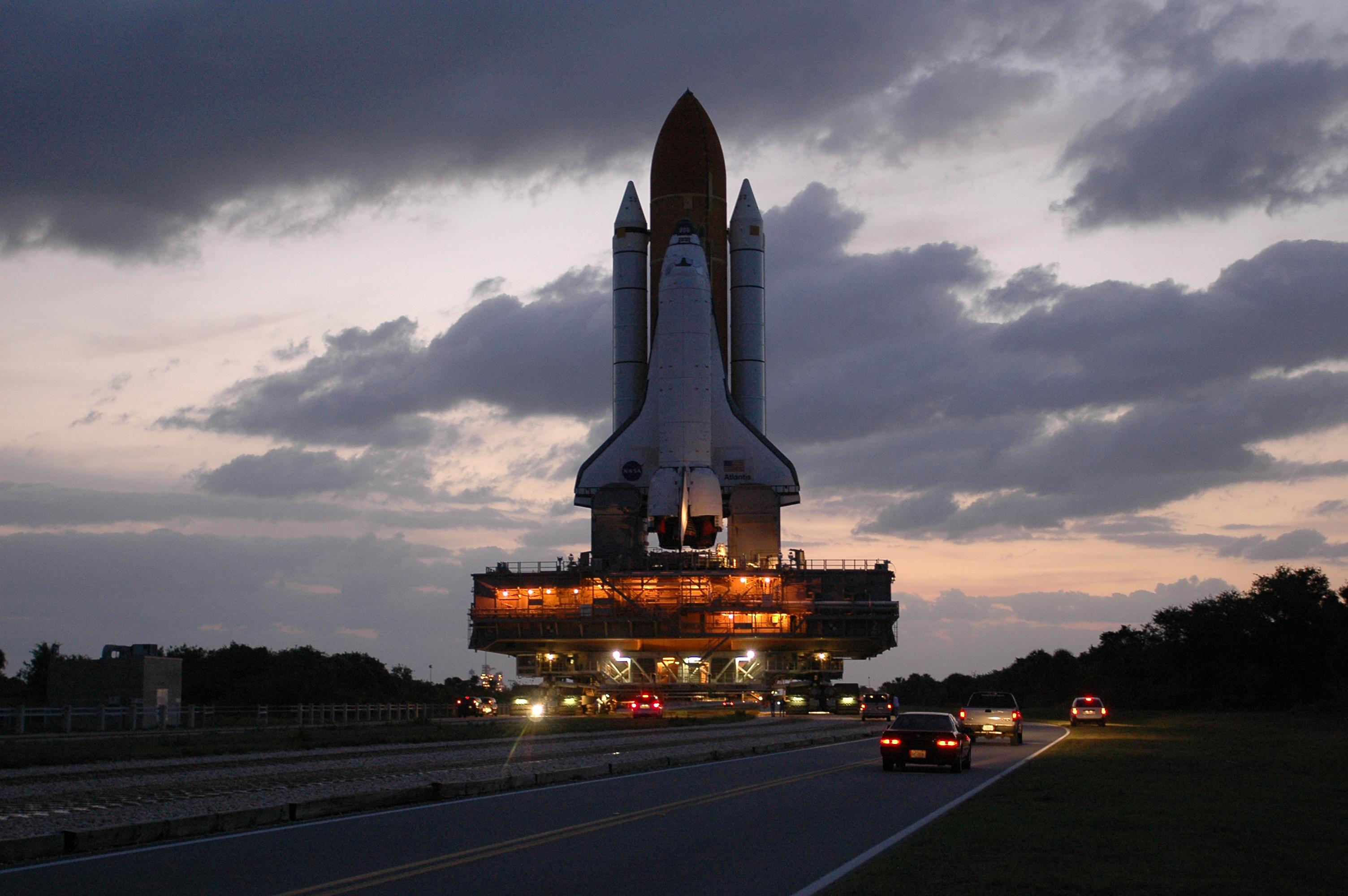
Die Atlantis wird erneut zur Startrampe gerollt.

Am 11. Mai kamen die NASA-Verantwortlichen am KSC zusammen, um darüber zu beraten, ob der Shuttle bereit sei, zum zweiten Mal zur Rampe gefahren zu werden. Im Anschluss wurde erklärt, dass alle Reparaturarbeiten abgeschlossen und begutachtet worden seien und die Atlantis in fünf Tagen die Montagehalle verlassen werde. Der für den Tank Verantwortliche, John Chapman, wies darauf hin, dass der ET durch die ausgebesserten Stellen gesprenkelt aussehen würde, trotzdem hätte das ungewöhnliche Erscheinungsbild keinen Einfluss auf dessen Flugverhalten.
Der Startaufbau wurde am 15. Mai, einen Tag früher als ursprünglich geplant, zurück zur Startrampe 39A gebracht. Nach einer Fahrt von 6 Stunden und 45 Minuten wurde die Startplattform auf den Podesten der Startrampe abgesetzt. Danach wurde die Nutzlast, das S3/S4-Segment wieder in die Ladebucht des Shuttles geladen.

### Letzte Startvorbereitungen
Drei Monate nach der ersten Flugbereitschaftsabnahme fand Ende Mai am KSC die Folgebesprechung statt. Die Führungsspitzen des Shuttle-Programms berieten anderthalb Tage lang über die Systeme der Raumfähre und bescheinigten am 31. Mai deren Einsatztauglichkeit. Dabei wurden besonders die Anstrengungen bei der Reparatur des Außentanks gelobt. Als Startdatum wurde der 8. Juni bestätigt, der von der NASA bis dahin als vorläufiger Termin genannt wurde.
Aus Houston kommend, traf am 4. Juni die Besatzung in T-38-Jets am KSC ein. Kommandant Rick Sturckow erklärte, dass es einen „kleinen Rückschlag“ gegeben habe, als er auf die witterungsbedingte Verschiebung des Fluges anspielte. Die gesamte Besatzung wisse die Leistung der Techniker und Ingenieure, die den externen Tank repariert haben, zu schätzen. Die Astronauten hätten vor wenigen Minuten die Rampe überflogen und der Tank sehe gut aus.

## Missionsverlauf

### Start
Der Countdown für STS-117 begann am 6. Juni 2007 und verlief aus technischer Sicht problemlos. Dafür forderte das Wetter mehr Aufmerksamkeit, denn für den Starttag wurden von den Meteorologen der NASA mögliche Gewitter vorhergesagt.
Elf Stunden nachdem die RSS-Arbeitsbühne (Rotating Service Structure) am 8. Juni in ihre Parkposition gefahren wurde, begann gegen 14:00 UTC die dreistündige Befüllung des Außentanks. Zuvor hatte die Flugleitung die jüngsten Wetterberichte eingeholt, die für den Startzeitraum eine Wahrscheinlichkeit von 80 Prozent für gutes Wetter prognostizierten, und grünes Licht gegeben. Die großen Regengebiete nördlich des KSC würden an Cape Canaveral vorbeiziehen.

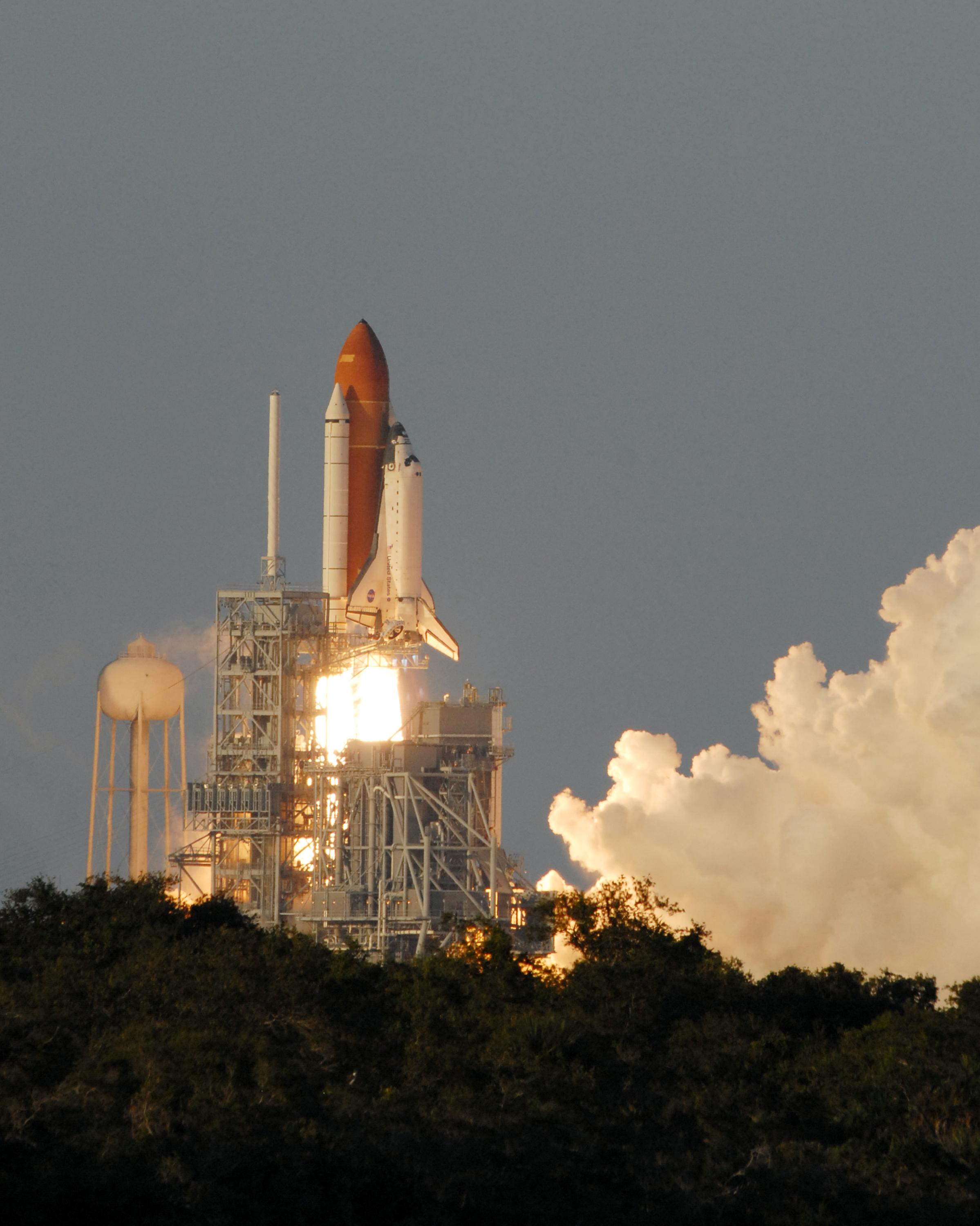
Start der Atlantis

Die siebenköpfige Mannschaft wurde zu Beginn der Betankung geweckt und traf sechs Stunden später an der Startrampe ein. Nachdem die Astronauten eingestiegen waren, wurde um 21:49 UTC die Luke des Orbiters geschlossen.
Etwa eine Stunde vor dem Start hatte sich das Wetter an den zwei TAL-Landeplätzen (Transatlantic Abort Landing) soweit verschlechtert, dass diese ihre „Schließung“ melden mussten: Istres in Frankreich, das erst seit zwei Jahren von der NASA als Ausweichplatz genutzt wird, stand wegen Nebels nicht zur Verfügung und im spanischen Saragossa regnete es. Mindestens ein Landeplatz musste im Notfall aber angeflogen werden können, andernfalls hätte der Countdown abgebrochen werden müssen. 40 Minuten vor dem Start hatte sich der Nebel in Istres verzogen und die Militärbasis war wieder einsatzbereit.
Die Atlantis startete pünktlich um 23:38:04 UTC. Nach rund zwei Minuten wurden die beiden Booster abgeworfen. Sechs Minuten später folgte der Abwurf des Tanks, nachdem zuvor die drei Haupttriebwerke abgeschaltet wurden. Shuttle-Programm-Direktor Wayne Hale zeigte sich sehr zufrieden, nachdem er die erste Durchsicht der Bilder und Filme des Außentanks vorgenommen hatte. Während des Starts habe sich trotz der tausenden Reparaturstellen kaum Isolierschaum gelöst, so Hale.
Erstmals waren alle drei Haupttriebwerke (SSMEs) mit einem Zusatzcomputer ausgestattet, der vom Marshall Space Flight Center zur Erhöhung der Sicherheit entwickelt wurde. Das AHMS (Advanced Health Management System) überwacht die Hochleistungsturbopumpen der Motoren, die rund 500 kg wiegen und mit Drehzahlen zwischen 23.000/min und 34.000/min arbeiten. Durch Beschleunigungsmesser an den Pumpen wertet das AHMS zwanzig Mal in der Sekunde aus, wie stark diese vibrieren. Bei Überschreiten der Toleranzen kann das Triebwerk durch das AHMS abgeschaltet werden. Nur ein SSME war diesmal mit einem aktiven Kontrollcomputer ausgestattet – konnte im Notfall also eingreifen –, die zwei anderen Motoren wurden durch ihre AHMS-Geräte nur überwacht.

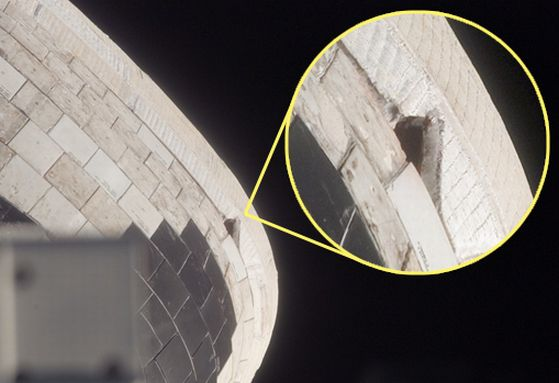
Ein Teil der Isolierung an einer der OMS-Gondeln hat sich gelöst

Etwa eineinhalb Stunden nach dem Start wurden die Ladebuchttüren geöffnet, damit sich die Radiatoren entfalten konnten und der RMS überprüft werden konnte. Dabei entdeckte man an einem der zwei OMS-Triebwerkspods (Orbital Maneuvering System) eine abgelöste Hitzeschutzmatte.
Nach dem Weckruf begann die Mannschaft am 9. Juni mit der Untersuchung des Hitzeschildes. Dazu wurde die OBSS-Verlängerung am RMS angebracht. Inspiziert wurden die beiden Flügel und die Orbiternase. Eine vorläufige Analyse ergab keine Schäden der Hitzeschutzkacheln in diesen Bereichen.

### Arbeiten auf der ISS

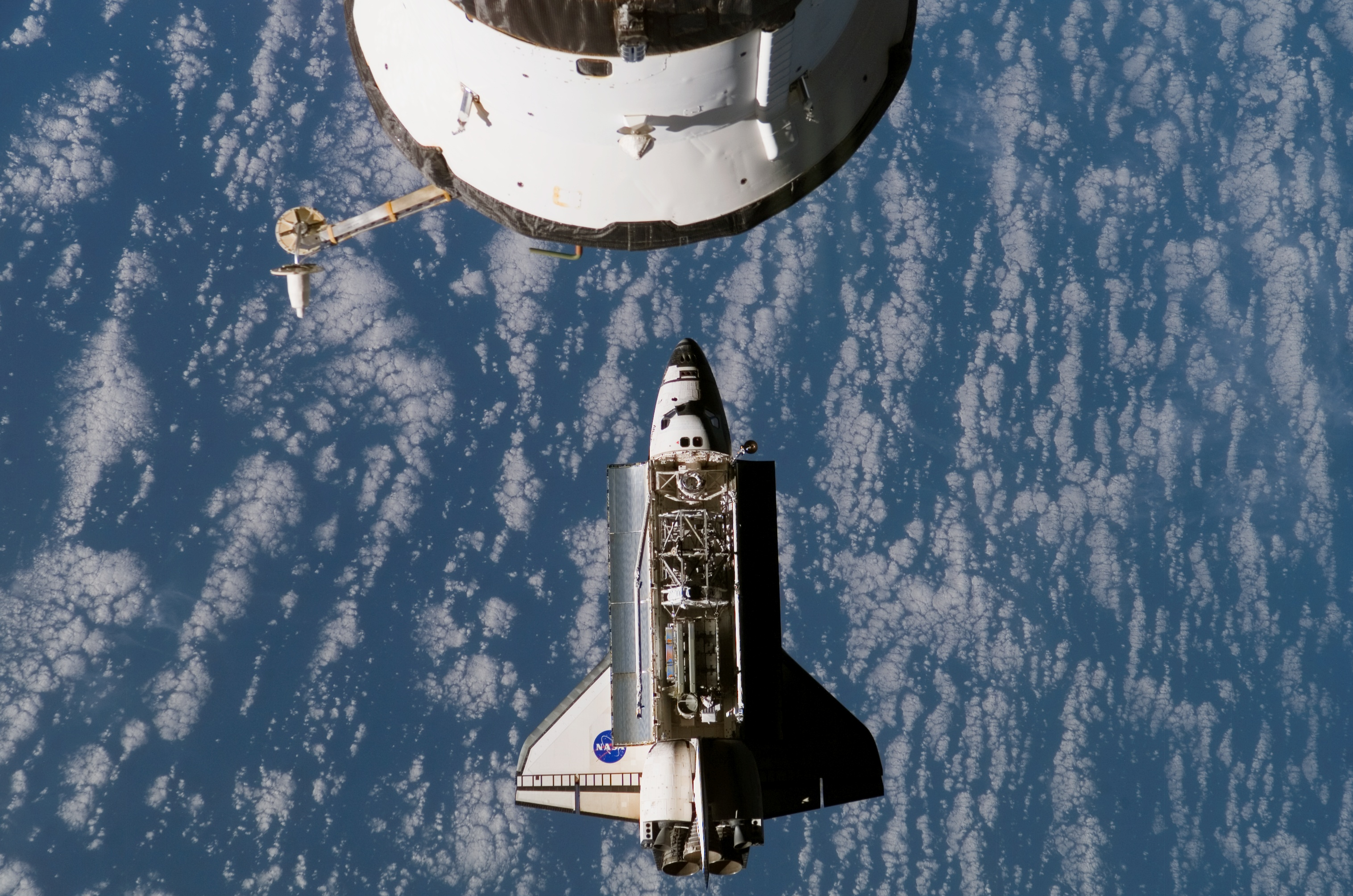
Die Atlantis nähert sich der ISS

Am 10. Juni erfolgte die Kopplung. Um 19:36 UTC dockte die Atlantis über dem Südosten Australiens an der Raumstation an. Vorher hatte die Atlantis eine 360°-Drehung vollführt, um der ISS-Besatzung die Möglichkeit zu geben, den Hitzeschild zu fotografieren.
Noch am gleichen Tag wurde gegen 21:20 UTC das S3/S4-Segment aus der Nutzlastbucht gehievt und an den Stationsarm weitergegeben. Zudem wurden zur Vorbereitung auf den ersten Außenbordeinsatz (EVA) die Raumanzüge von der Shuttle- zur Stationsluftschleuse Quest gebracht, wo Reilly und Olivas die Nacht verbrachten. Während dieses sogenannten Campouts atmeten sie in der Luftschleuse reinen Sauerstoff unter geringerem Druck. Ein weiteres wichtiges Ereignis war der Austausch des Sojussitzes in der Sojus-TMA-10-Mannschaftskapsel. Danach war Clayton Anderson offiziell ein Mitglied der ISS-Expedition 15 und Sunita Williams ein Mitglied von STS-117.
Der vierte Flugtag (11. Juni) diente der Installation des neuen Stationselements. Dafür stiegen die beiden Shuttle-Astronauten Olivas und Reilly um 20:02 UTC zur ersten EVA dieser Mission in den Weltraum aus. Der Beginn dieser EVA verzögerte sich um gut eine Stunde, weil die Gyroskope „gesättigt“ waren und neu gestartet werden mussten. Deshalb wurde die Lageregelung der ISS an die Atlantis übergeben. Danach begann der Ausstieg, bei dem die beiden Astronauten Strom- und Datenkabel zwischen der ISS und dem neuen Modul verbanden, das zuvor mit dem Canadarm2 an seine endgültige Position gebracht wurde. Außerdem bereiteten sie die im S3 befindliche SARJ-Sonnennachführungsmechanik (Solar Alpha Rotary Joint) darauf vor, die Solarpaneele zu drehen, damit die Solarzellen genau zur Sonne ausgerichtet werden und möglichst viel Strom liefern können. Auch wurde der Radiator des S4-Moduls ausgefahren. Das Duo konnte nach 6 Stunden und 15 Minuten seinen Einsatz beenden.

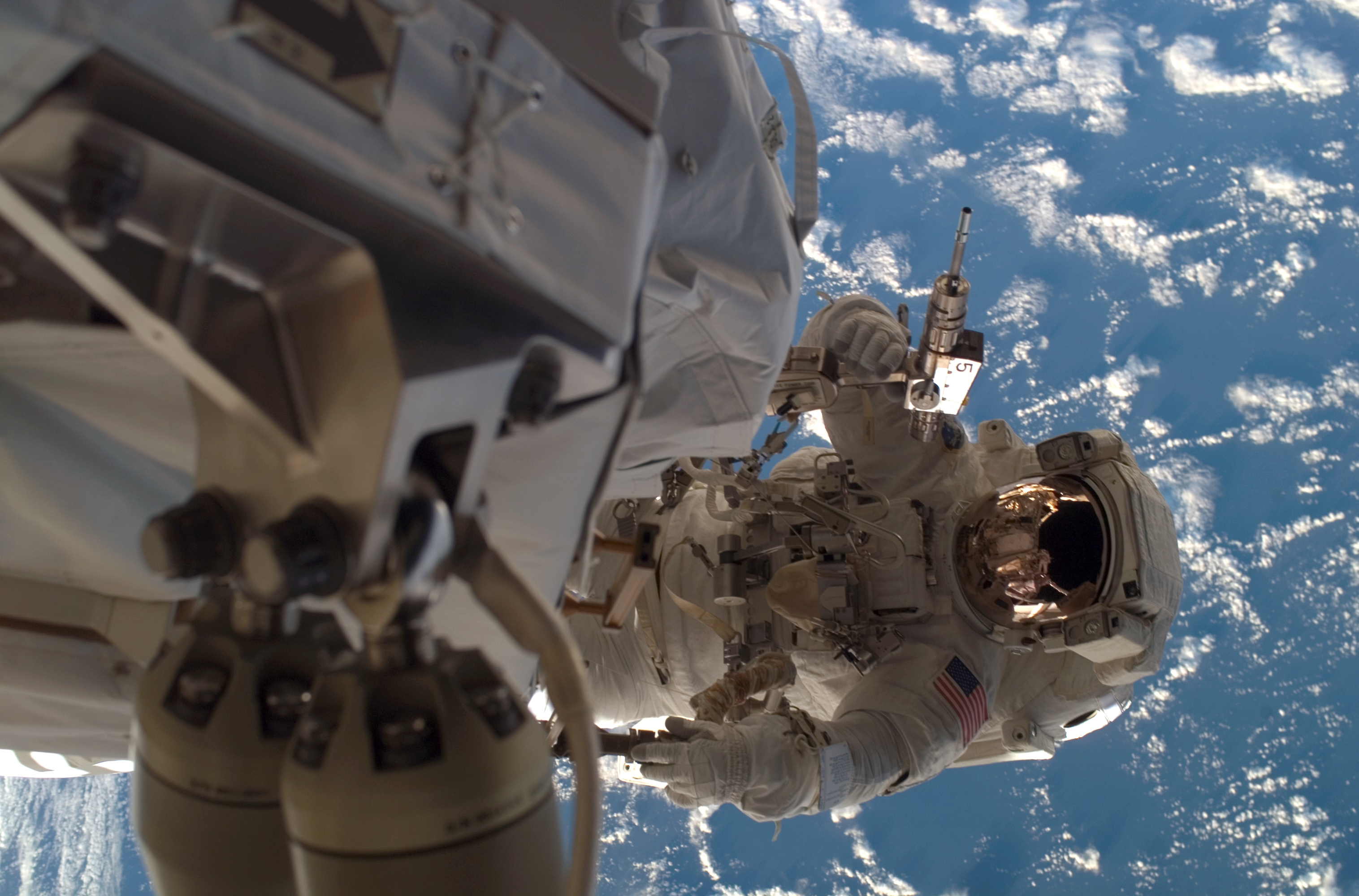
Danny Olivas verkabelt das neue S3/S4-Element

Im Verlauf des 11. Juni entschied die Flugleitung nach intensiven Beratungen, die Mission um zwei Tage zu verlängern und einen vierten Weltraumausstieg in den Flugplan zu integrieren. Während dieser EVA sollte die Isoliermatte an der Backbord-OMS-Gondel des Orbiters repariert werden, an der kurz nach dem Start eine Beschädigung entdeckt worden war.
Der 12. Juni brachte mit der Entfaltung der S4-Solarpaneele eine signifikante Änderung des Stationsäußeren. Zunächst wurde der vordere Flügel halb und nach einiger Zeit komplett ausgefahren, bevor er in die Arbeitsposition gedreht wurde. Danach wurde mit dem hinteren Paneel ebenso verfahren. Das Entfalten erfolgte stufenweise, damit sich die Flügel in der Sonne erwärmen konnten. So wurde verhindert, dass die einzelnen Lamellen aneinanderkleben. Dieses Problem trat beim Ausrollen des ersten Solarmoduls während STS-97 auf, als die Tafeln in einem Durchgang ausgeklappt wurden. Die Flächen des P6-Kollektors entfalteten sich ruckartig, was wellenartige Bewegungen entlang des Mastes verursachte. Dadurch schlugen die Solarzellen, die sich noch im Transportkanister befanden, gegen dessen Wände.

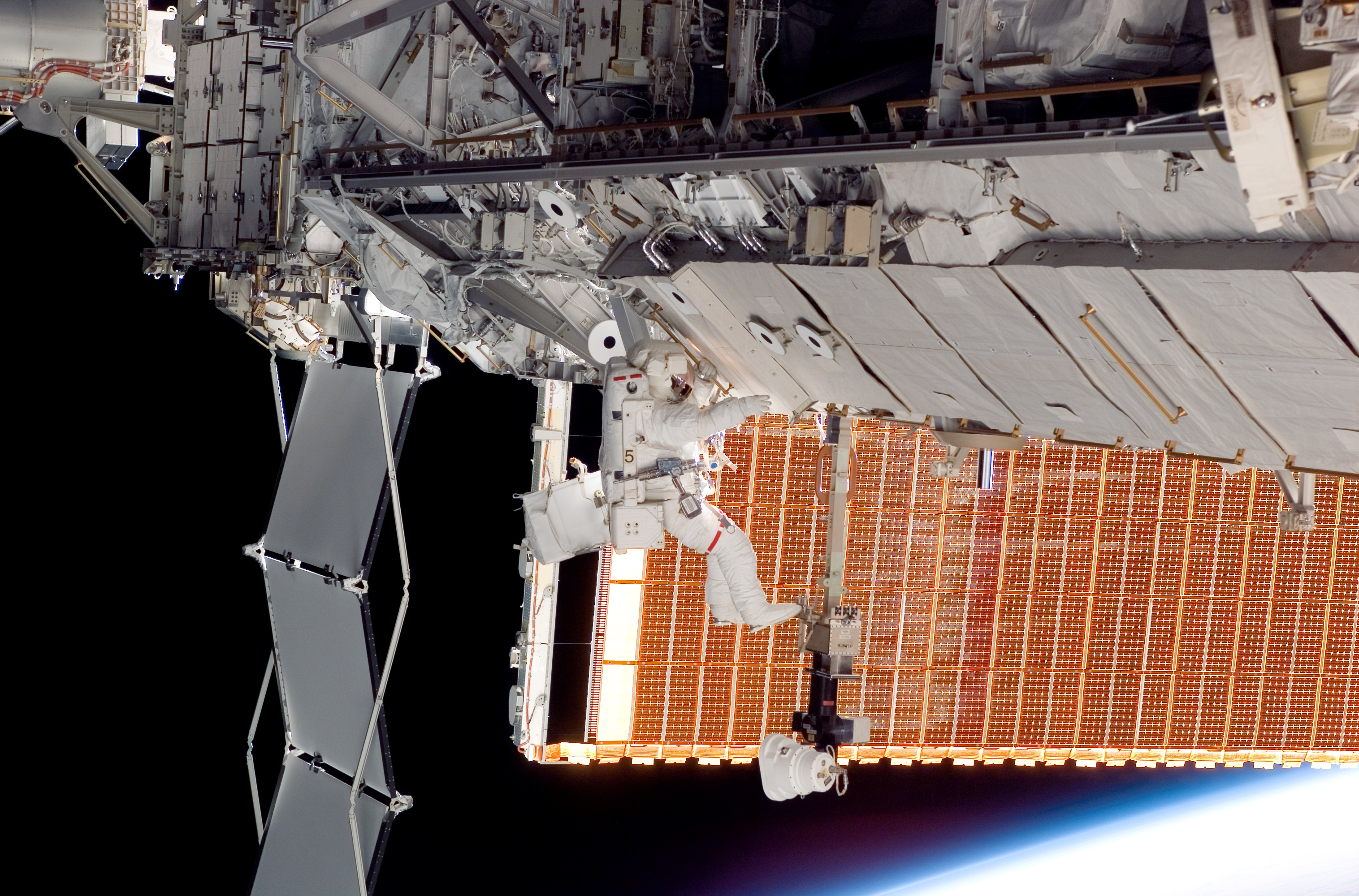
Patrick Forrester arbeitet während des zweiten Ausstiegs am Solarpaneel

Flugtag 6 (13. Juni) begann bereits vor dem Wecken der Raumfahrer mit einem Versuch durch das Kontrollzentrum, den verbleibenden Flügel des P6-Elements teilweise einzufahren. Dies wurde später vom EVA-Team Patrick Forrester und Steve Swanson im Rahmen des zweiten Ausstiegs, der sieben Stunden dauerte, fortgesetzt. Dabei konnte knapp die Hälfte des Flügels eingefahren werden. Danach entriegelten die Astronauten am S3/S4-Element die Transportblockierungen des SARJ-Nachführungsrads und aktivierten den Antrieb. Eigentlich sollten alle Haltebolzen gelöst werden, aber als die beiden eine Antriebskupplung einrichten wollten, stellten sie fest, dass eine andere Kupplung reagierte, weil sie falsch verkabelt waren. Die NASA beschloss, das Problem zu analysieren und die Haltebolzen während eines anderen Ausstieges zu lösen.
Weil nur 13 der 31 Lamellen des P6-Moduls zusammengefaltet werden konnten, wurde am siebten Missionstag, dem 14. Juni, ein weiterer Versuch unternommen. Dreieinhalb Stunden lang gab die Bodenstation das Kommando zum Einrollen, trotzdem war der Erfolg gering. Der Flügel war noch immer bis zur Hälfte ausgefahren. Deshalb wurde entschieden, das Paneelproblem während des dritten Ausstiegs am folgenden Tag anzugehen.
Daneben hatten die ISS-Bewohner mit Computerproblemen zu kämpfen: Im russischen Teil der ISS fielen während des Entfaltens der S4-Solarpaneele drei Rechner gleichzeitig aus, die unter anderem für die Lagekontrolle der Station zuständig sind. Nach Auskunft der NASA hätte die Besatzung im schlimmsten Fall die Station verlassen müssen, falls das Problem nicht behoben würde. Die Lageregelung wurde an die Atlantis übergeben. Nach mehreren Stunden konnte einer der drei Rechner wieder gestartet werden.
Danach wurde versucht, auch die anderen Computer zu starten. Dabei wurden eine Reihe von Feueralarmen produziert, die die Besatzungen eine Stunde früher als vorgesehen weckten. Nach und nach gelang es, alle Rechner wieder zu starten. Direkt danach wurde mit den Triebwerken des Sarja-Moduls eine Kurskorrektur durchgeführt. Nach wenigen Minuten stürzten alle Rechner erneut ab. Während dieser Zeit führte die Atlantis die Kurskorrekturen aus. Da allerdings die Treibstoffreserven der Fähre begrenzt waren, mussten die Computer vor dem Abdocken wieder stabil laufen. Die NASA wies die Raumfahrer an Energie zu sparen, um für die Atlantis einen zusätzlichen Andocktag zu erreichen und den Computerexperten mehr Zeit zu geben. Als Grund wurde unter anderem vermutet, dass der Ausfall durch elektromagnetische Interferenzen des neu installierten S3/S4-Elements verursacht wurde.

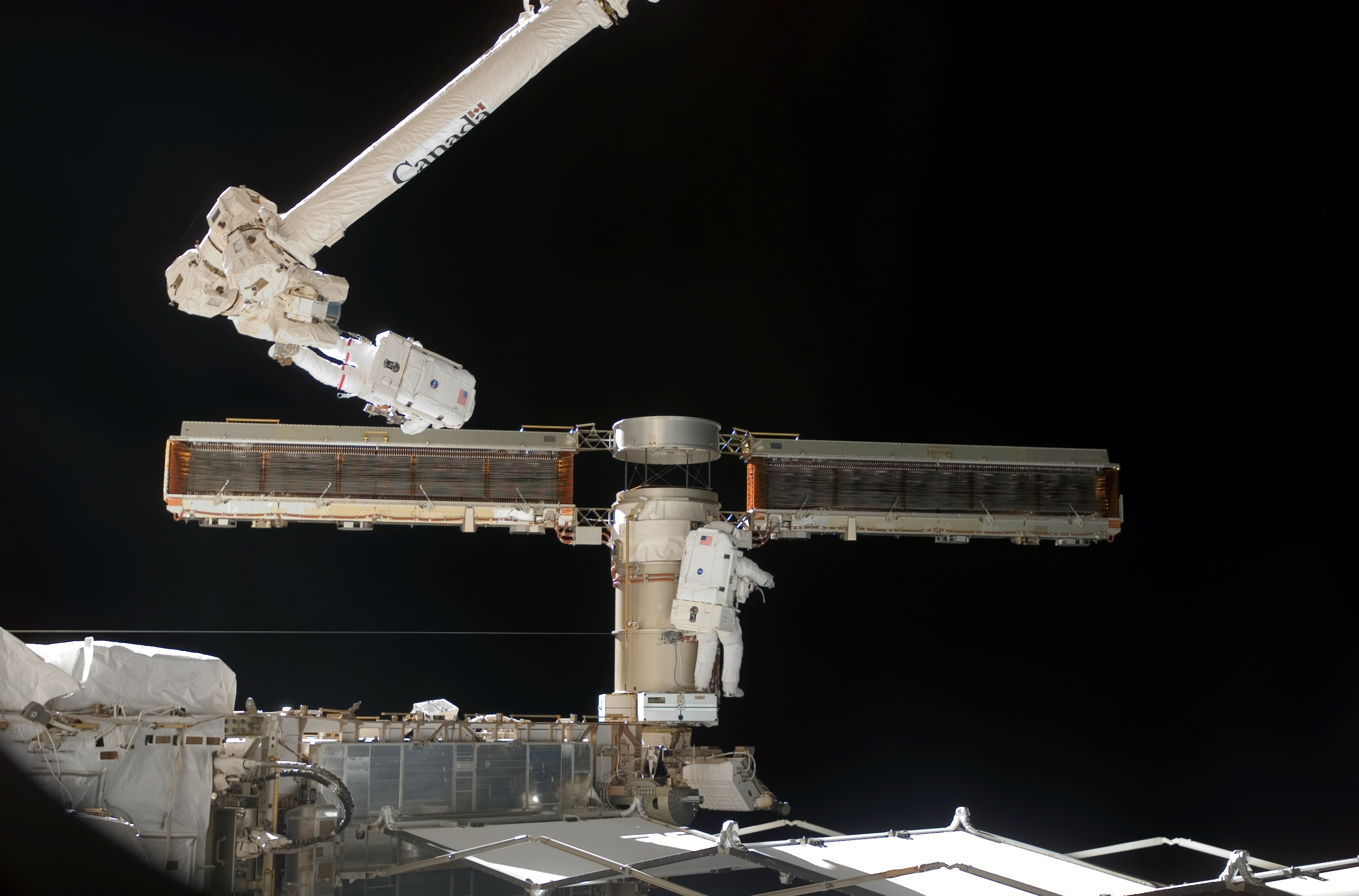
Jim Reilly (am Roboterarm) und Danny Olivas falten das P6-Paneel zusammen

Nach dem Weckruf um 12:40 UTC am 15. Juni (achter Flugtag) wurde der dritte Ausstieg vorbereitet. Dieser begann um 17:24 UTC, als Jim Reilly und Danny Olivas die Luftschleuse Quest verließen. Erster Programmpunkt war die Reparatur der Hitzeschutzmatte an der OMS-Gondel. Olivas wurde am Robotarm des Shuttles befestigt und in das Zielgebiet gebracht. Mit seiner Hand drückte er die Matte zurück an ihre Stelle und klammerte sie dann mit zweckentfremdetem „Operationsbesteck“ aus der Bordapotheke fest. Währenddessen wurde von Jim Reilly am Destiny-Modul ein neues Wasserstoffventil eingebaut. Anschließend begaben sich beide zum halb ausgefahrenen P6-Flügel, um ihn endgültig zusammenzufalten. Da das Einfahren länger als geplant dauerte, verlängerte die NASA die auf sechseinhalb Stunden angesetzte EVA um eine Stunde. Nach und nach konnte P6 eingefahren werden. Um 1:22 UTC endete die EVA nach 7 Stunden und 58 Minuten.
Erfolge konnten auch im russischen Teil der ISS verzeichnet werden: Nachdem die Astronauten in der Raumstation die Stromzufuhr umgeleitet hatten, ließen sich die Computer wieder starten, wobei sie noch nicht perfekt liefen. Des Weiteren wurden die ermittelten Daten der Computer zur Auswertung an das russische Kontrollzentrum übermittelt.
Flugtag 9 diente dem Verladen von Fracht aus der Atlantis in die ISS und von Müll in die umgekehrte Richtung. Auch wurden Vorbereitungen für den vierten Ausstieg am nächsten Tag getroffen. Außerdem brach Sunita Williams den Langzeitflugrekord für Frauen, den Shannon Lucid 1996 auf der russischen Raumstation Mir aufgestellt hatte. Der alte Rekord lag bei 188 Tagen und 4 Stunden. Von der NASA wurde mitgeteilt, dass die Computer im russischen Teil der Station wieder voll einsatzbereit seien, man sie aber genau beobachten werde.

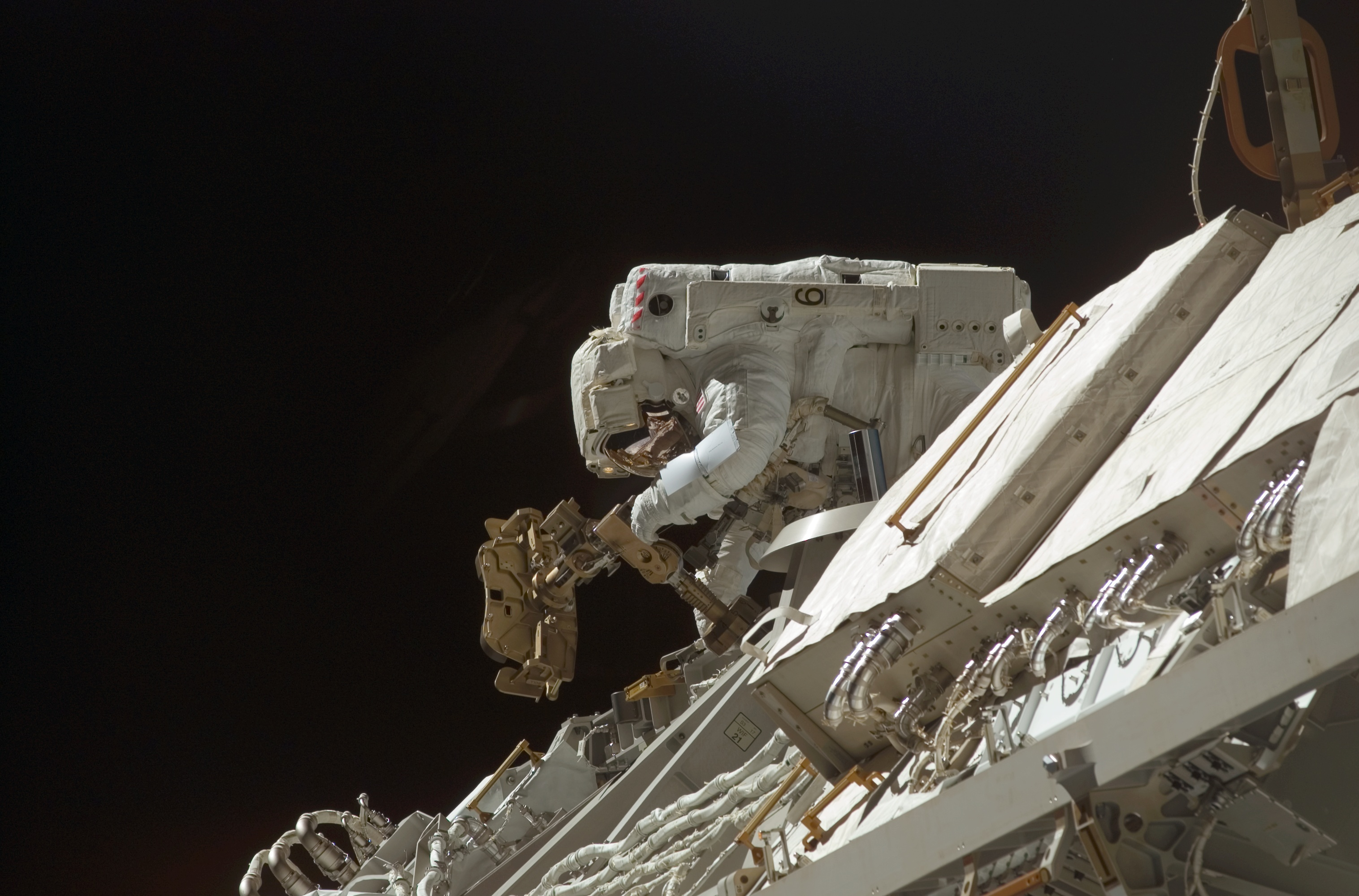
Steven Swanson arbeitet während des vierten Ausstiegs an der Raumstation

Nach dem Weckruf um 11:38 UTC begannen am 17. Juni (10. Flugtag) die Vorbereitungen auf den vierten und letzten Ausstieg. Dieser begann um 16:25 UTC. Während des Ausstieges lösten Patrick Forrester und Steven Swanson unter anderem die letzten Bolzen, die bisher eine Drehung des S3/S4-Segmentes verhinderten. Zudem wurde dort eine Kamera angebracht. Da das Duo mit den Aufgaben sehr schnell fertig war, konnten sie noch einige weitere Aufgaben durchführen. Diese waren die Verlegung eines Ethernetkabels an Unity, die Demontage einer GPS-Antenne und der Anbau eines Teiles des Trümmerschilds am Destiny-Labormodul. Der Ausstieg endete nach 6 Stunden und 29 Minuten um 22:54 UTC.
Flugtag 11 war für die Besatzung, neben dem Umladen von Fracht, frei. Die Besatzungen bereiteten sich außerdem auf das Abdocken der Atlantis vor. Auch wurde das S3/S4-Segment mit der SARJ erstmals bewegt und zur Sonne ausgerichtet. Von der NASA wurden zusätzlich Tests durchgeführt, um die Stationscomputer zu überprüfen. Unter anderem wurde die Lageregelung wieder von der Atlantis an die ISS-Rechner übergeben. Dies war notwendig, damit die Atlantis abdocken konnte. Um 22:51 UTC wurden die Schotts zwischen der Atlantis und der ISS geschlossen, was sowohl das Ende der gemeinsamen Arbeiten als auch das Ende des 190-tägigen Aufenthalts von Sunita Williams auf der Station markierte.

### Rückkehr

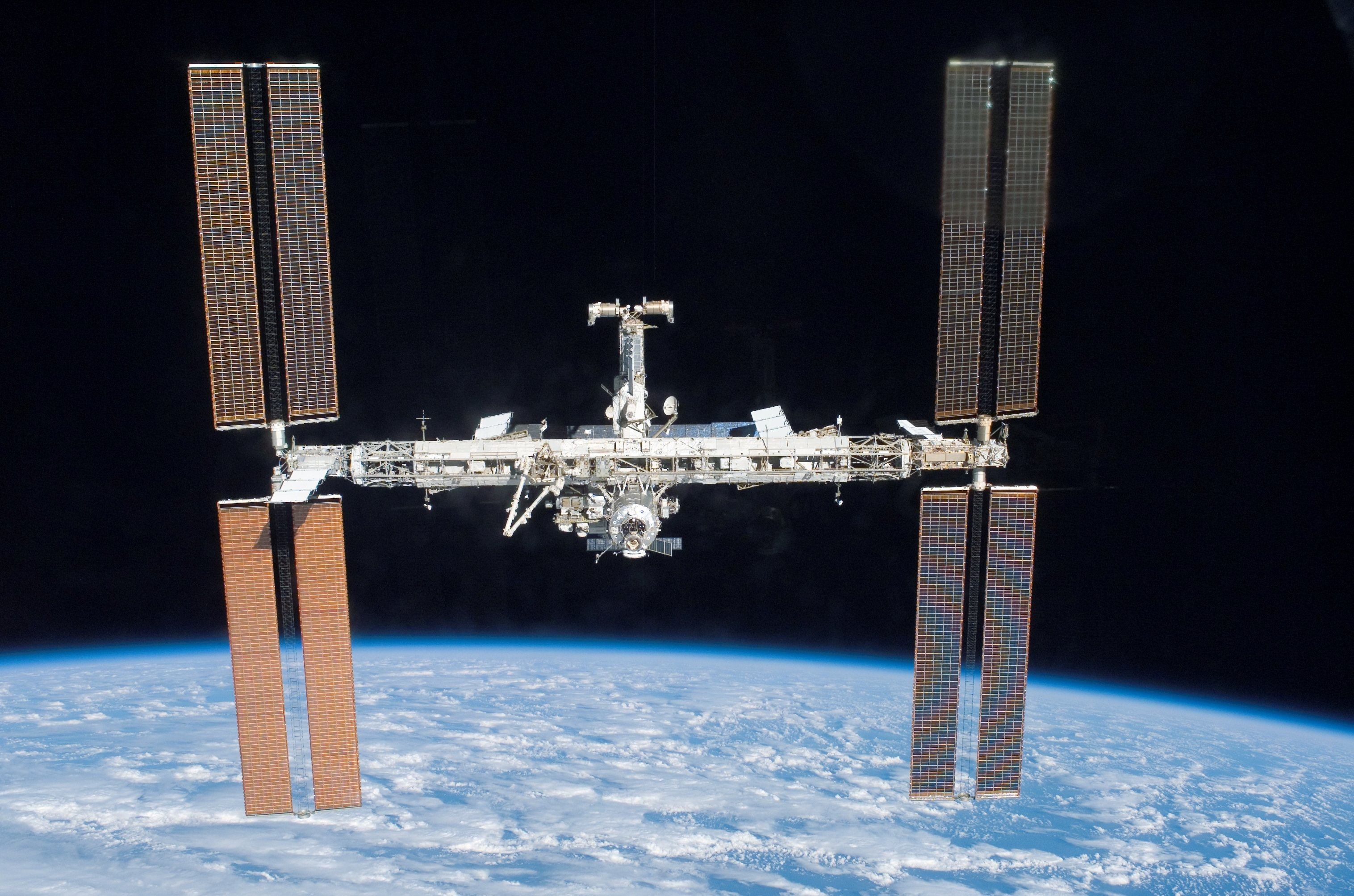
Die Mannschaft der Atlantis blickt zurück auf die ISS

Am zwölften Missionstag (19. Juni) koppelte die Atlantis nach acht Tagen und 19 Stunden gemeinsamen Fluges um 14:42 UTC von der ISS ab. Anschließend wurde die Station in einer Entfernung zwischen 180 m und 200 m einmal umrundet, um Video- und Fotoaufnahmen der ISS in ihrer aktuellen Konfiguration zu erhalten. Dabei wurden mehrere große Objekte beobachtet, die sich von der ISS wegbewegten. Auch im weiteren Verlauf des Tages beobachtete die Shuttle Crew weitere Objekte. Vermutlich handelt es sich dabei um Eis. Im weiteren Verlauf des Tages wurde mit dem OBSS die letzte Inspektion des Hitzeschildes durchgeführt und Vorbereitungen für die Landung getroffen.
Nach dem Weckruf wurde im Verlauf des 20. Juni (13. Flugtag) alles verstaut, was nicht mehr benötigt wurde. Unter anderem wurde die Ku-Band-Antenne eingefahren. Außerdem wurden alle für die Landung wichtigen Systeme geprüft und US-Fernsehsendern Interviews gegeben.
Den 14. Flugtag (21. Juni) begann die Mannschaft mit den Vorbereitungen für die Landung. Die Flugleitung hatte entschieden, an diesem Tag zunächst nur die beiden Landemöglichkeiten am KSC zu nutzen. Allerdings sahen die Wetterbedingungen für die Landung nicht sehr gut aus. Ein ausgedehntes Wolkenband mit Schauern und Gewittern zog über das KSC, weshalb beide Landemöglichkeiten dort knapp zwei Stunden vor der jeweiligen Landung abgesagt wurden. Die Crew begann daraufhin die Vorbereitung für einen weiteren Tag im Orbit.
Mit den Vorbereitungen für eine Landung begann der 15. Flugtag (22. Juni). Da die Wetterbedingungen für das KSC nicht besser als am Tag zuvor aussahen, wurde eine Landung auf der Edwards Air Force Base (EAFB) favorisiert. Es gab zwei Landemöglichkeiten am KSC und drei auf der EAFB. Wegen des schlechten Wetters mussten beide Landemöglichkeiten am KSC abgesagt werden. Jedoch wurde die Besatzung angewiesen, große Mengen Flüssigkeit zu sich zu nehmen. Dies diente der Wiederanpassung an die Erdgravitation und ließ an jenem Tag auf eine Landung in Kalifornien schließen.

Landung der Atlantis

Um 17:50 UTC gab man bekannt, die erste Möglichkeit auf der EAFB nutzen zu wollen. Dies wurde um 18:19 UTC bestätigt. Der Deorbit Burn begann um 18:43 UTC und dauerte etwa 3 Minuten. Die Landung auf der Edwards Air Force Base fand um 19:49 UTC statt.
Nach der Landung wurde der Orbiter abgekühlt. Die Mannschaft verließ diesen danach und lief um das Shuttle. Nur Sunita Williams, die nach 194 Tagen im All gelandet war und deren Muskeln sehr stark geschwächt waren, wurde direkt nach dem Öffnen der Luken in ärztliche Aufsicht übergeben.

### Überführung nach Florida
Mehrere Stunden nach der Landung wurde die Atlantis zur Hebeanlage gebracht. Dort wurde sie für den Transport auf der modifizierten Boeing 747, dem Shuttle Carrier Aircraft, vorbereitet. Unter anderem wurde eine Heckverkleidung über die Triebwerke montiert, die den Luftwiderstand verringert.

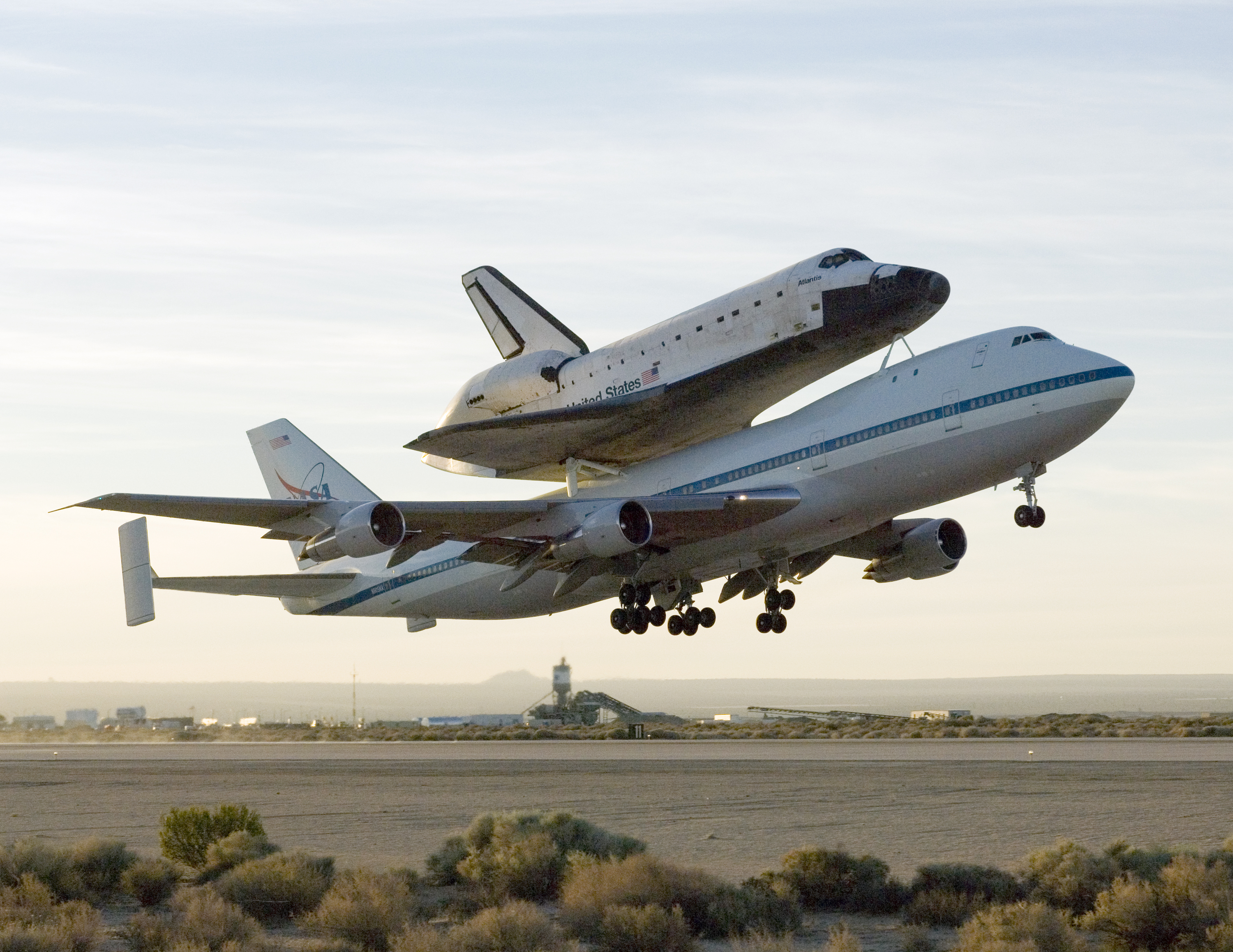
Auf dem Rücken einer Boeing 747 verlässt die Atlantis Kalifornien

Nachdem der Rücktransport auf der Boeing 747 nach Florida mehrmals wegen schlechten Wetters verschoben werden musste, startete das Gespann am 1. Juli von der Edwards Air Force Base. Nach zwei Stunden landete die Boeing mit der Atlantis auf dem Regionalflughafen von Amarillo in Texas. Dort wurde aufgetankt, und nach zwei Stunden Aufenthalt startete der Rücktransport wieder. Danach flog die 747 zum Luftwaffenstützpunkt Offutt bei Omaha, wo sie über Nacht blieb. Am nächsten Tag startete die 747 von Offutt zum US-Heeresstützpunkt Fort Campbell in Kentucky. Dort übernachtete die 747 mit der Atlantis aufgrund der Wettersituation am KSC. Am 3. Juli wurde der Start des Transportes zunächst wegen des Wetters am KSC verschoben. Allerdings klarte der Himmel über dem KSC auf, so dass der Flug fortgesetzt werden konnte. Zwei Stunden später landete die Boeing 747 mit der Atlantis auf der Shuttle Landing Facility des KSC. Danach fuhr die 747 zur Hebeanlage, wo die Atlantis von der Boeing gehoben wurde.
Nach dem Herunterheben von der Boeing 747 wurde die Atlantis in die Orbiter Processing Facility gefahren. Dort wurde sie auf ihre nächste Mission (STS-122) vorbereitet.